# ルチアーノ・モッジ
ルチアーノ・モッジ（Luciano Moggi、1937年7月10日 - ）は、ユヴェントスFCの元ゼネラルマネージャー (GM) 。1990年代後半から2000年代前半にかけての、所謂カルチョ・スキャンダルの主犯格とされる。

## 概要
イタリア・シエーナ近郊で生まれた彼の最初の職業は駅員である。やがて、スカウトマンとしてサッカー界に関わりを持ち始め、ASローマ、トリノFCなど複数のクラブを渡り歩いた後、SSCナポリのスポーツ・ディレクターを務めた。
1994年からユヴェントスのGMに就任。その背景には、ライバルクラブであるACミランの会長シルヴィオ・ベルルスコーニやインテルの会長マッシモ・モラッティに対抗できうる人物を、財力で劣るユヴェントスが欲しがったことがある。ほどなく彼はイタリアサッカー界に絶大な権力を発揮し、時にその強引な手腕が批判を集めたが、常勝ユヴェントスの座を確固たるものにし、多くのタイトルが彼の下で獲得された。元代表取締役のアントニオ・ジラウド、元副会長のロベルト・ベッテガを加えた3人の幹部は揺るぎない地位を確立し、「ユーヴェ3巨頭」と称された。
しかし、その裏で多くの不正疑惑が浮上。セリエAの多くの選手と契約していた、スポーツの代理人業務をマネジメントする「GEAワールド」のオーナーが、息子のアレッサンドロ・モッジであることから、セリエAの複数のクラブに影響力を発揮していたのは公然と知られた事実である。2006年には、当時イタリア代表監督を務めたマルチェロ・リッピの弟がこの会社に所属していたことから、代表選考に圧力がかけられたのではないかと言われていたが、モッジおよびリッピは共にこれを否定した。また、複数の移籍に関しても疑惑が取りざたされていた。ドーピング疑惑も浮上したことがある。

## スキャンダル
2006年4月、2004-05シーズンの審判選出に関してイタリアサッカー連盟 (FIGC) に圧力をかけることで、ユヴェントスに有利な判定を引き出したことや、他チームの試合結果を操作したことなどが盗聴により明るみにでた。これはイタリアサッカー界を揺るがす大スキャンダルへと発展し、ユヴェントスは2004-05および2005-06シーズンのスクデット剥奪、セリエB降格と減点スタート処分を受けた。モッジ自身は責任を取る形で2006年5月15日に辞任し、裁判所からは5年間の活動禁止処分を受けた。
2011年6月、イタリアサッカー連盟 (FIGC) は、モッジの処分満了が迫ったことを機に、モッジをアントニオ・ジラウドとともに同国のサッカー界から永久追放処分とすることを発表した。